# Municipio de Landing Creek
El municipio de Landing Creek (en inglés: Landing Creek Township) es un municipio ubicado en el condado de Gregory en el estado estadounidense de Dakota del Sur. En el año 2010 tenía una población de 17 habitantes y una densidad poblacional de 0,1 personas por km².

## Geografía
El municipio de Landing Creek se encuentra ubicado en las coordenadas 43°25′6″N 99°21′43″O / 43.41833, -99.36194. Según la Oficina del Censo de los Estados Unidos, el municipio tiene una superficie total de 164.03 km², de la cual 160 km² corresponden a tierra firme y (2,45 %) 4,02 km² es agua.

## Demografía
Según el censo de 2010, había 17 personas residiendo en el municipio de Landing Creek. La densidad de población era de 0,1 hab./km². De los 17 habitantes, el municipio de Landing Creek estaba compuesto por el 100 % blancos. Del total de la población el 0 % eran hispanos o latinos de cualquier raza.